# Lapeyre (Hautes-Pyrénées)
Pour les articles homonymes, voir Lapeyre.
Lapeyre est une commune française située dans le nord-est du département des Hautes-Pyrénées, en région Occitanie. Sur le plan historique et culturel, la commune est dans l’ancien comté de Bigorre, comté historique des Pyrénées françaises et de Gascogne.
Exposée à un climat océanique altéré, elle est drainée par le Bouès et par divers autres petits cours d'eau.
Lapeyre est une commune rurale qui compte 91 habitants en 2022, après avoir connu une forte hausse de la population depuis 1968. .
Ses habitants sont appelés les Lapeyrais.

## Géographie

### Localisation
La commune de Lapeyre se trouve dans le département des Hautes-Pyrénées, en région Occitanie.
Elle se situe à 24 km à vol d'oiseau de Tarbes, préfecture du département, et à 3 km de Trie-sur-Baïse, bureau centralisateur du canton des Coteaux dont dépend la commune depuis 2015 pour les élections départementales.
La commune fait en outre partie du bassin de vie de Trie-sur-Baïse.
Les communes les plus proches sont : 
Lalanne-Trie (1,5 km), Trie-sur-Baïse (2,6 km), Fontrailles (2,6 km), Vidou (3,0 km), Lubret-Saint-Luc (3,1 km), Sarraguzan (3,7 km), Bernadets-Debat (3,8 km), Antin (4,3 km).
Sur le plan historique et culturel, Lapeyre fait partie de l’ancien comté de Bigorre, comté historique des Pyrénées françaises et de Gascogne créé au IXe siècle puis rattaché au domaine royal en 1302, inclus ensuite au comté de Foix en 1425 puis une nouvelle fois rattaché au royaume de France en 1607. La commune est dans le pays de Tarbes et de la Haute Bigorre.
Les communes limitrophes sont Bernadets-Debat, Antin, Lalanne-Trie, Lubret-Saint-Luc et Trie-sur-Baïse.
| Antin            | Bernadets-Debat |                |
| Lubret-Saint-Luc | Lapeyre         | Trie-sur-Baïse |
|                  | Lalanne-Trie    |                |

### Paysages et relief

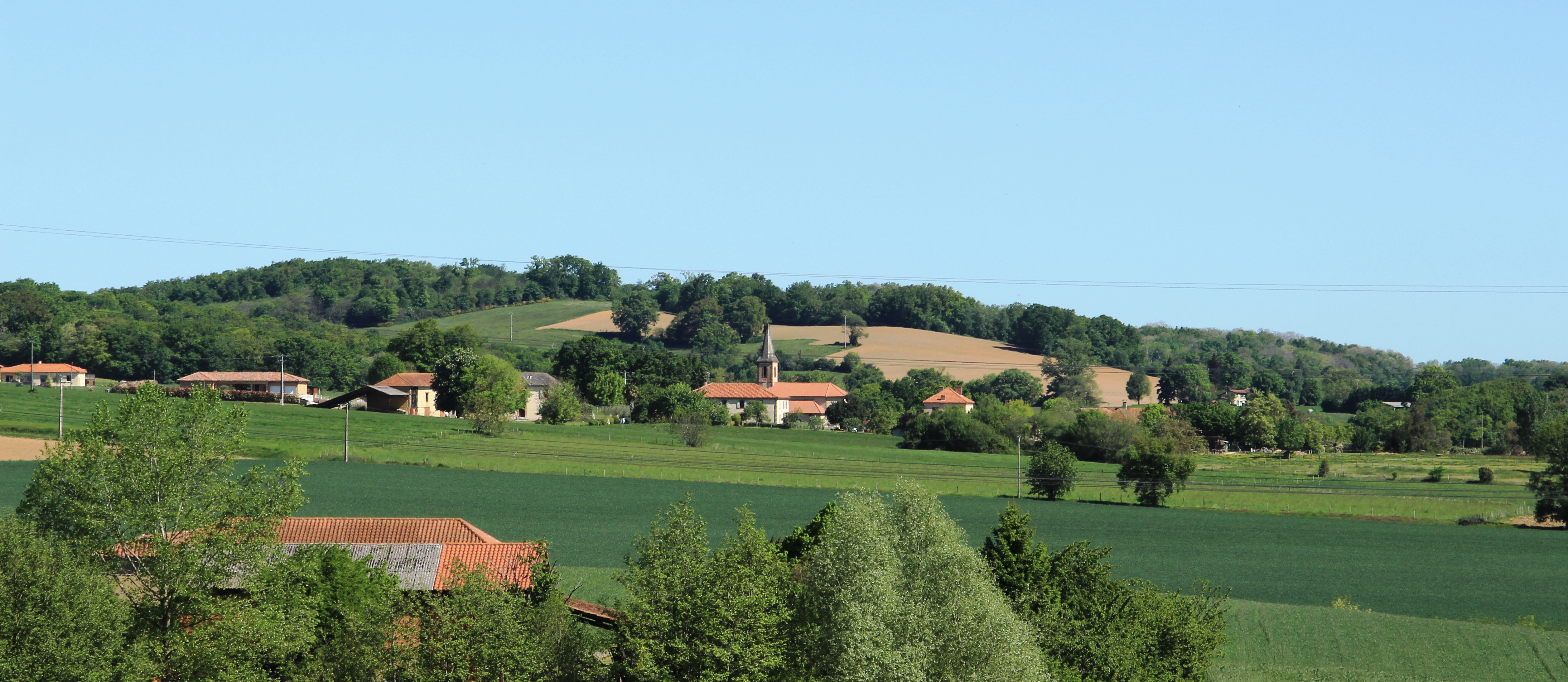
Vue en été.

### Hydrographie
Le ruisseau du Bouès (affluent droit de l'Arros) traverse la commune du sud au nord et forme la limite ouest avec les communes de Lubret-Saint-Luc et Antin.
  
Le ruisseau de Lapeyre à Lalanne (affluent droit du Pélan) traverse le territoire de la commune d'ouest en est et forme la limite sud avec la commune de Lalanne-Trie.
 
Le ruisseau du Pélan (affluent gauche de la Baïse) traverse le territoire et forme la limite nord-est avec la cité de Trie-sur-Baïse.
 
Le ruisseau de Bayle (de moindre importance) prend sa source et traverse la commune d'ouest en est et forme une partie de la limite nord avec la commune de Bernadets-Debat.

### Climat
Le climat est tempéré de type océanique, en raison de l'influence proche de l'Océan Atlantique situé à peu près 150 km plus à l'ouest. La proximité des Pyrénées fait que la commune profite d'un effet de foehn, il peut aussi y neiger en hiver, même si cela reste inhabituel.
| Mois                              | jan.  | fév.  | mars  | avril | mai   | juin  | jui.  | août  | sep.  | oct.  | nov.  | déc.  | année   |
| --------------------------------- | ----- | ----- | ----- | ----- | ----- | ----- | ----- | ----- | ----- | ----- | ----- | ----- | ------- |
| Température minimale moyenne (°C) | 0,6   | 1,3   | 2,7   | 5,2   | 8,3   | 11,6  | 14,1  | 13,9  | 11,7  | 8     | 3,6   | 1,3   | 6,9     |
| Température moyenne (°C)          | 5,3   | 6,1   | 7,8   | 10    | 13,3  | 16,7  | 19,3  | 19    | 17,2  | 13,3  | 8,5   | 5,8   | 11,9    |
| Température maximale moyenne (°C) | 9,9   | 11    | 12,9  | 14,8  | 18,3  | 21,7  | 24,5  | 24    | 22,6  | 18,6  | 13,4  | 10,4  | 16,8    |
| Ensoleillement (h)                | 108,8 | 118,8 | 155,6 | 157,2 | 181,3 | 191,5 | 215,5 | 196,4 | 194,5 | 164,4 | 124,4 | 104,4 | 1 912,8 |
| Précipitations (mm)               | 112,8 | 97,5  | 100,2 | 105,7 | 113,6 | 80,7  | 57,3  | 70,3  | 71    | 85,2  | 93    | 112,1 | 1 099,4 |

### Milieux naturels et biodiversité
Aucun espace naturel présentant un intérêt patrimonial n'est recensé sur la commune dans l'inventaire national du patrimoine naturel,,.

## Urbanisme

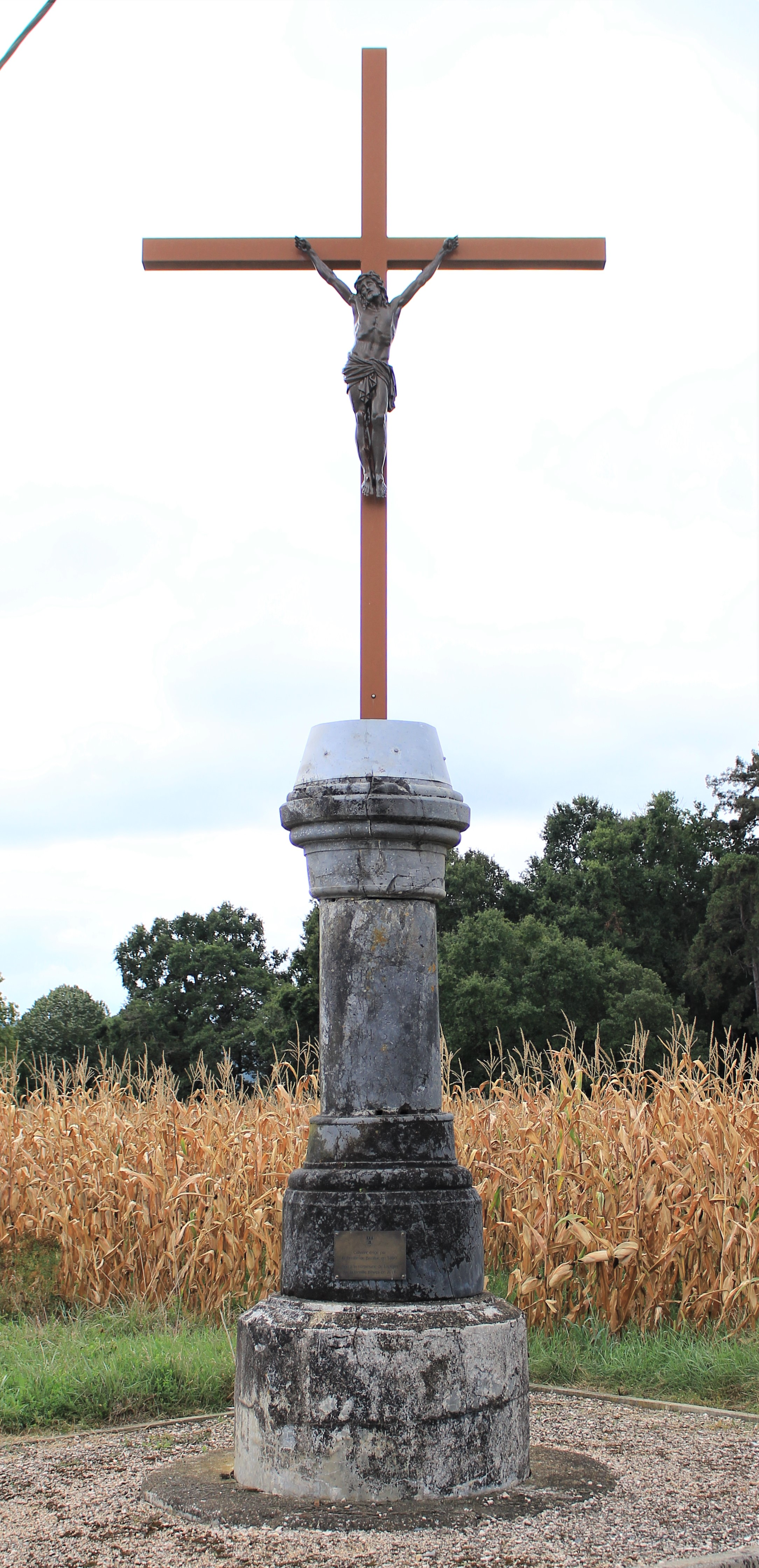
Une croix.

### Typologie
Au 1er janvier 2024, Lapeyre est catégorisée commune rurale à habitat dispersé, selon la nouvelle grille communale de densité à sept niveaux définie par l'Insee en 2022.
Elle est située hors unité urbaine et hors attraction des villes,.

### Occupation des sols
L'occupation des sols de la commune, telle qu'elle ressort de la base de données européenne d’occupation biophysique des sols Corine Land Cover (CLC), est marquée par l'importance des territoires agricoles (68,3 % en 2018), une proportion identique à celle de 1990 (68,3 %). La répartition détaillée en 2018 est la suivante : 
zones agricoles hétérogènes (40,9 %), forêts (31,7 %), terres arables (27,4 %).
L'IGN met par ailleurs à disposition un outil en ligne permettant de comparer l’évolution dans le temps de l’occupation des sols de la commune (ou de territoires à des échelles différentes). Plusieurs époques sont accessibles sous forme de cartes ou photos aériennes : la carte de Cassini (XVIIIe siècle), la carte d'état-major (1820-1866) et la période actuelle (1950 à aujourd'hui).

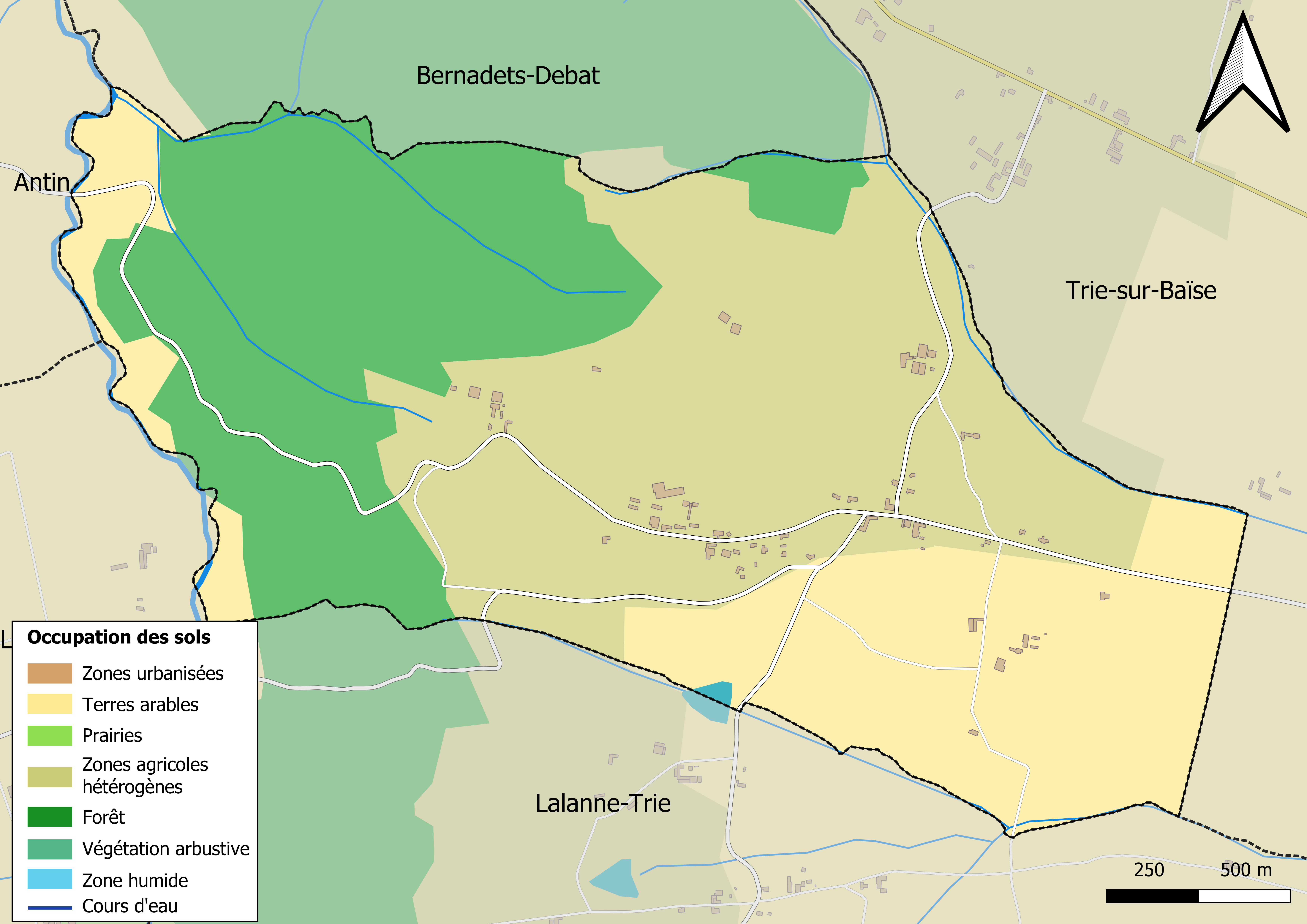
Carte des infrastructures et de l'occupation des sols en 2018 (CLC) de la commune.
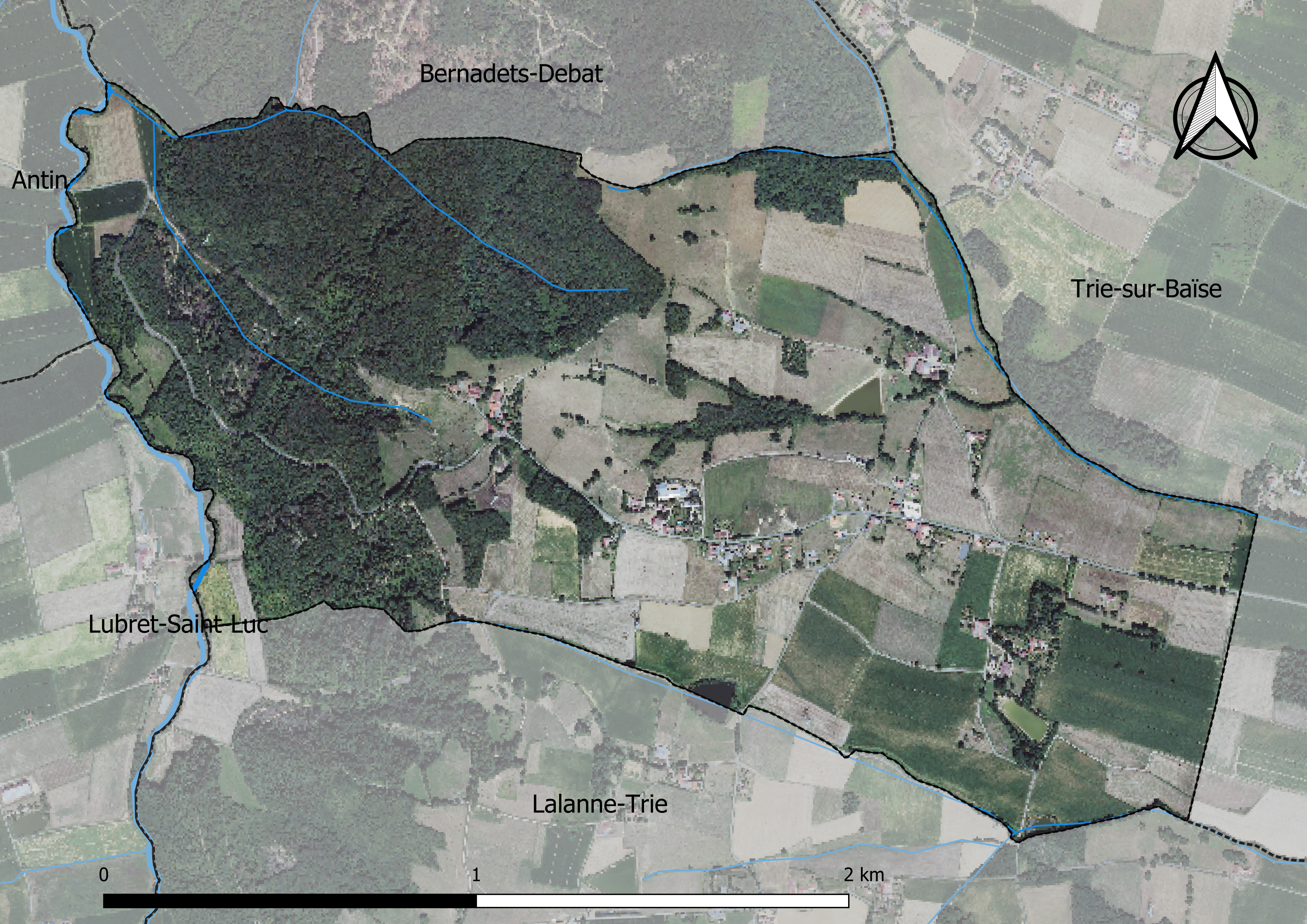
Carte orthophotogrammétrique de la commune.

### Logement
En 2012, le nombre total de logements dans la commune est de 31.

Parmi ces logements, 96.7  % sont des résidences principales, 0.0  % des résidences secondaires  3.3  %  des logements vacants.

### Voies de communication et transports
Cette commune est desservie par les routes départementales D 6 et D 136.

## Toponymie

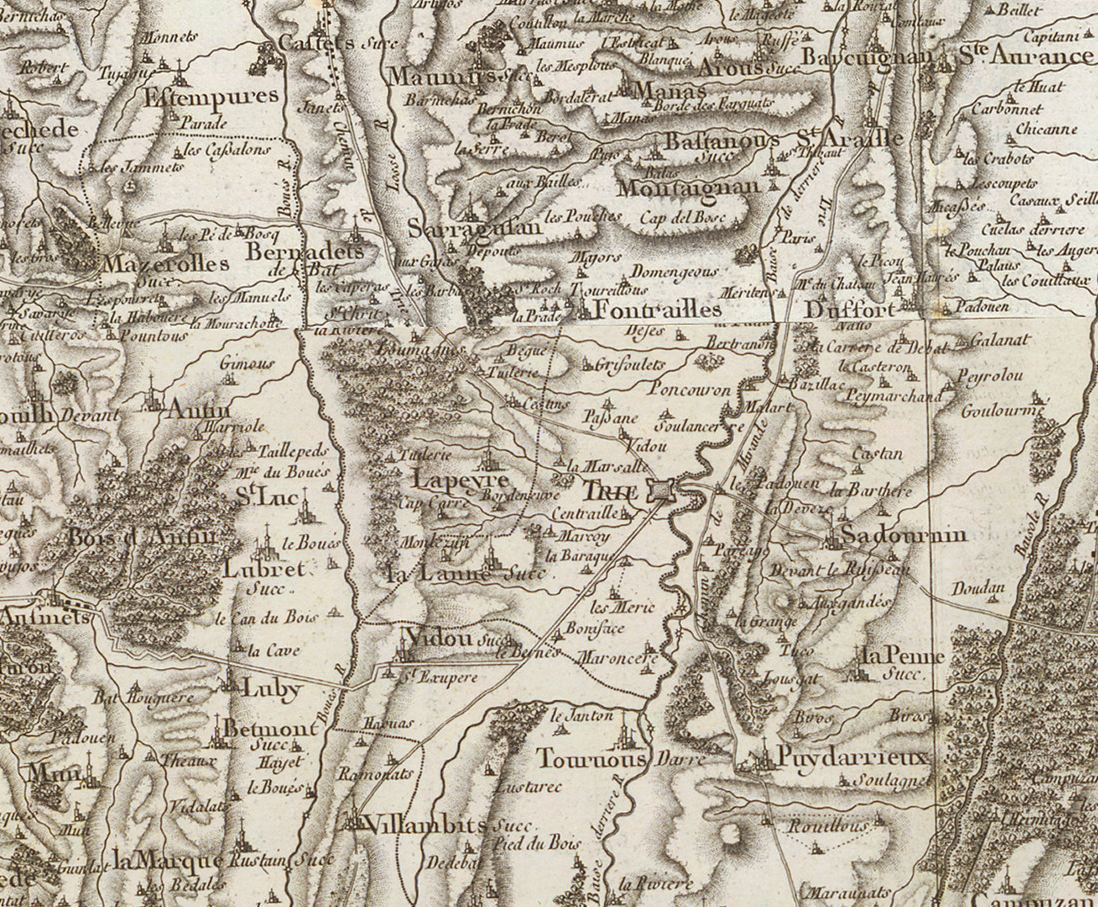
Extrait de la carte de Cassini (entre 1756 et 1789) situant Lapeyre à l'ouest de Trie-sur-Baïse

On trouvera les principales informations dans le Dictionnaire toponymique des communes des Hautes Pyrénées de Michel Grosclaude et Jean-François Le Nail qui rapporte les dénominations historiques du village :
Dénominations historiques :
- De Sa Peira, (1208, cartulaire de Berdoues) ;
- de Petra, latin (v. 1230, pouillé d'Auch) ;
- de Petra, latin (1383-1384, procuration Auch) ;
- de Petra, latin (1405, décime d'Auch) ;
- Lapeyre, (fin XVIIIe siècle, carte de Cassini).

Étymologie : du gascon pèira (= pierre)
Nom occitan : La Pèira.

## Histoire

### Cadastre napoléonien de Lapeyre
Le plan cadastral napoléonien de Lapeyre est consultable sur le site des archives départementales des Hautes-Pyrénées.

## Politique et administration

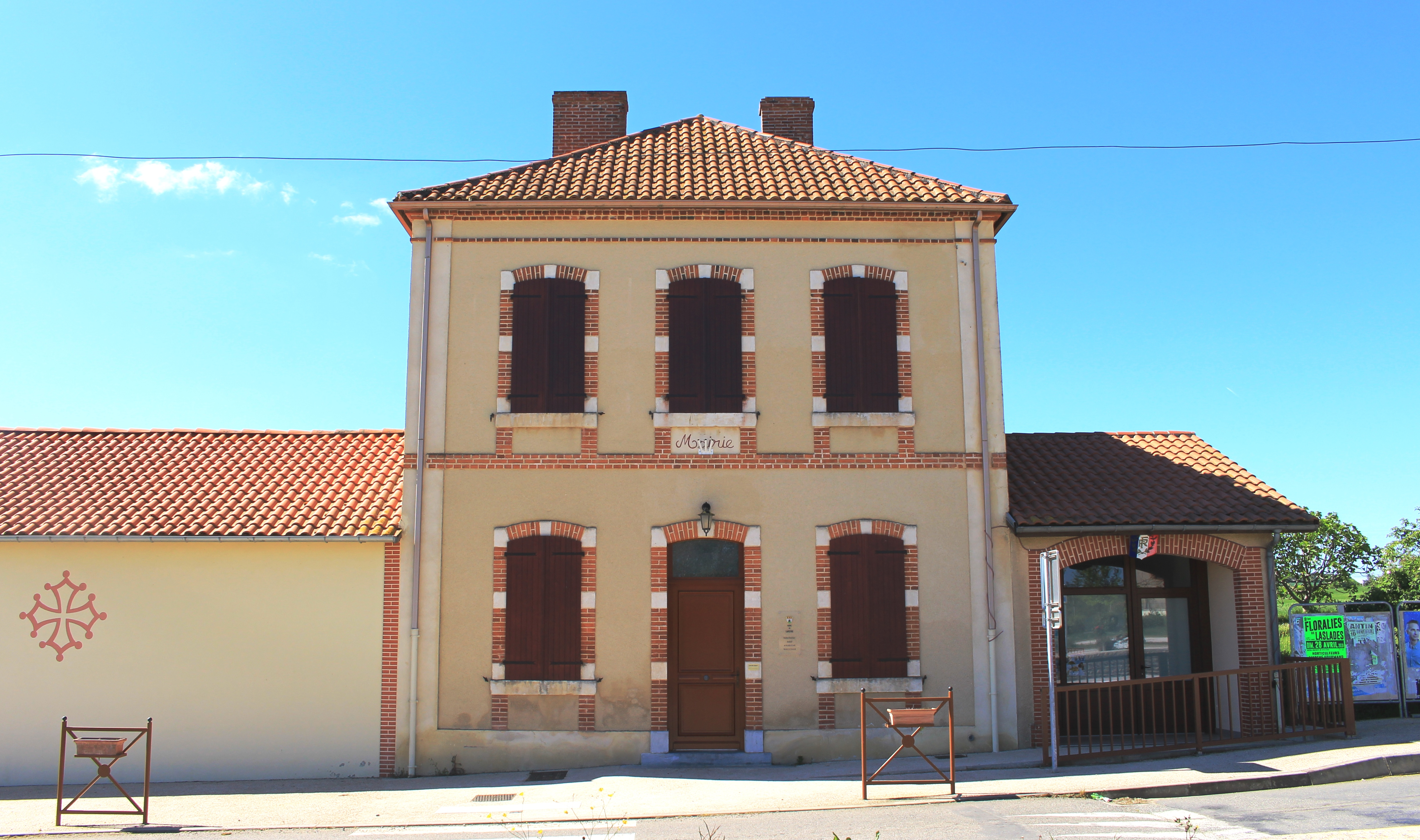
La mairie en 2019.

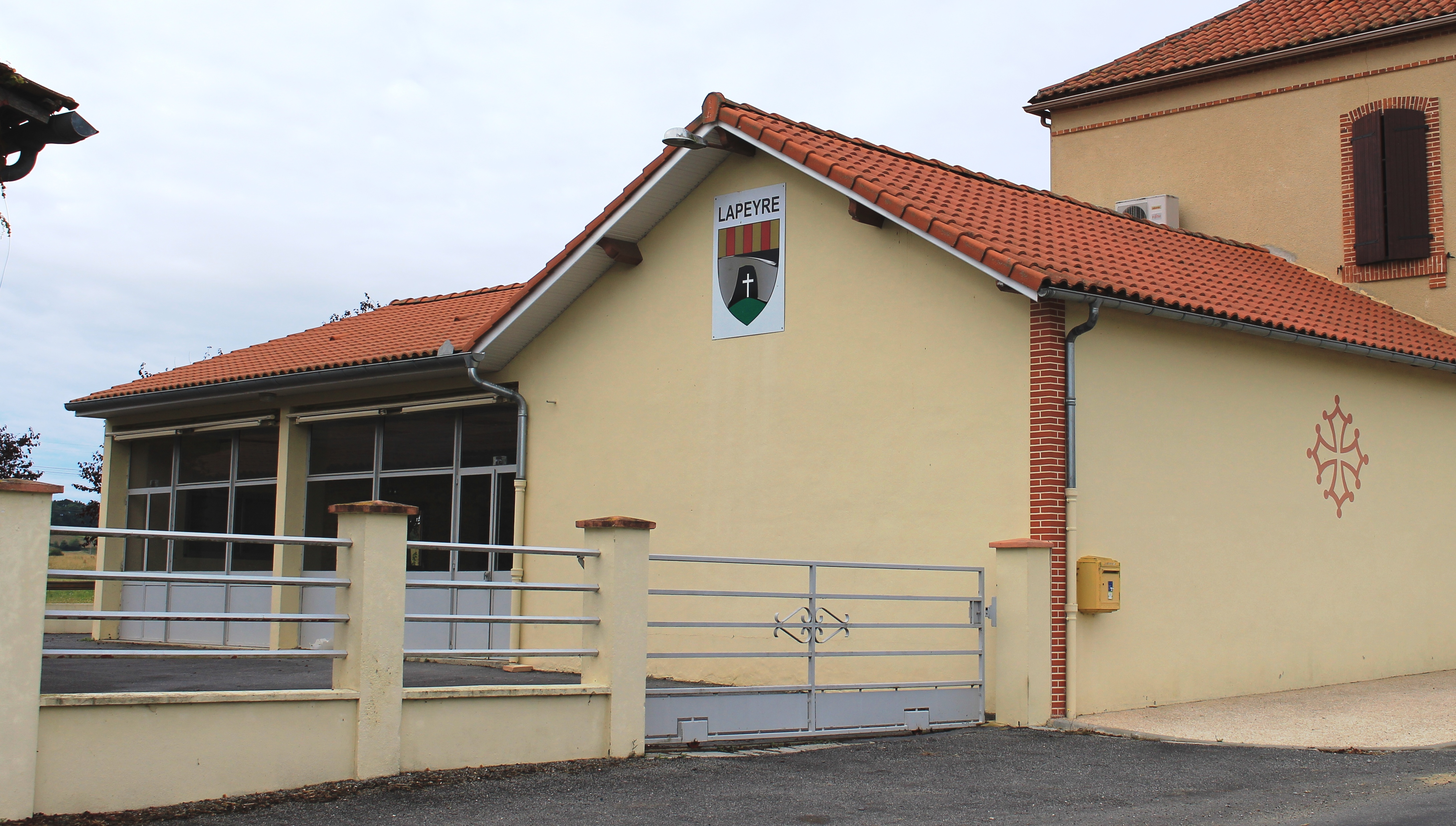
Le foyer rural en 2020

### Liste des maires
| Période                                  | Période   | Identité      | Étiquette | Qualité |
| ---------------------------------------- | --------- | ------------- | --------- | ------- |
| Les données manquantes sont à compléter. |           |               |           |         |
|                                          |           |               |           |         |
| mars 2001                                | mars 2020 | Lucien Baute  |           |         |
| mars 2020                                | En cours  | Frédéric Gaye |           |         |

### Rattachements administratifs et électoraux

#### Historique administratif
Sénéchaussée d'Auch, élection d'Astarac, baronnie de Lapeyre, canton de Trie (depuis 1790).

#### Intercommunalité
Lapeyre appartient à la communauté de communes du Pays de Trie et du Magnoac créée en janvier 2017 et qui réunit 50 communes.

## Population et société

### Démographie

#### Évolution démographique
| 1793 | 1800 | 1806 | 1821 | 1831 | 1836 | 1841 | 1846 | 1851 |
| ---- | ---- | ---- | ---- | ---- | ---- | ---- | ---- | ---- |
| 85   | 63   | 91   | 114  | 118  | 112  | 102  | 111  | 113  |

| 1856 | 1861 | 1866 | 1876 | 1881 | 1886 | 1891 | 1896 | 1901 |
| ---- | ---- | ---- | ---- | ---- | ---- | ---- | ---- | ---- |
| 93   | 103  | 123  | 97   | 116  | 109  | 103  | 116  | 100  |

| 1906 | 1911 | 1921 | 1926 | 1931 | 1936 | 1946 | 1954 | 1962 |
| ---- | ---- | ---- | ---- | ---- | ---- | ---- | ---- | ---- |
| 95   | 96   | 72   | 70   | 62   | 73   | 70   | 64   | 47   |

| 1968 | 1975 | 1982 | 1990 | 1999 | 2005 | 2006 | 2010 | 2015 |
| ---- | ---- | ---- | ---- | ---- | ---- | ---- | ---- | ---- |
| 45   | 49   | 45   | 43   | 69   | 79   | 84   | 81   | 93   |

| 2020 | 2022 | - | - | - | - | - | - | - |
| ---- | ---- | - | - | - | - | - | - | - |
| 92   | 91   | - | - | - | - | - | - | - |

### Enseignement
La commune dépend de l'académie de Toulouse. Elle ne dispose plus d'école en 2016.

## Économie

### Emploi
|                | 2008  | 2013   | 2018  |
| -------------- | ----- | ------ | ----- |
| Commune        | 3,4 % | 15,9 % | 3,3 % |
| Département    | 7,7 % | 9,4 %  | 9,8 % |
| France entière | 8,3 % | 10 %   | 10 %  |

En 2018, la population âgée de 15 à 64 ans s'élève à 64 personnes, parmi lesquelles on compte 70 % d'actifs (66,7 % ayant un emploi et 3,3 % de chômeurs) et 30 % d'inactifs,. Depuis 2008, le taux de chômage communal (au sens du recensement) des 15-64 ans est inférieur à celui de la France et du département.
La commune est hors attraction des villes,. Elle compte 21 emplois en 2018, contre 19 en 2013 et 22 en 2008. Le nombre d'actifs ayant un emploi résidant dans la commune est de 43, soit un indicateur de concentration d'emploi de 48,6 % et un taux d'activité parmi les 15 ans ou plus de 52,5 %.
Sur ces 43 actifs de 15 ans ou plus ayant un emploi, 12 travaillent dans la commune, soit 28 % des habitants. Pour se rendre au travail, 80 % des habitants utilisent un véhicule personnel ou de fonction à quatre roues, 2,5 % s'y rendent en deux-roues, à vélo ou à pied et 17,5 % n'ont pas besoin de transport (travail au domicile).

## Culture locale et patrimoine

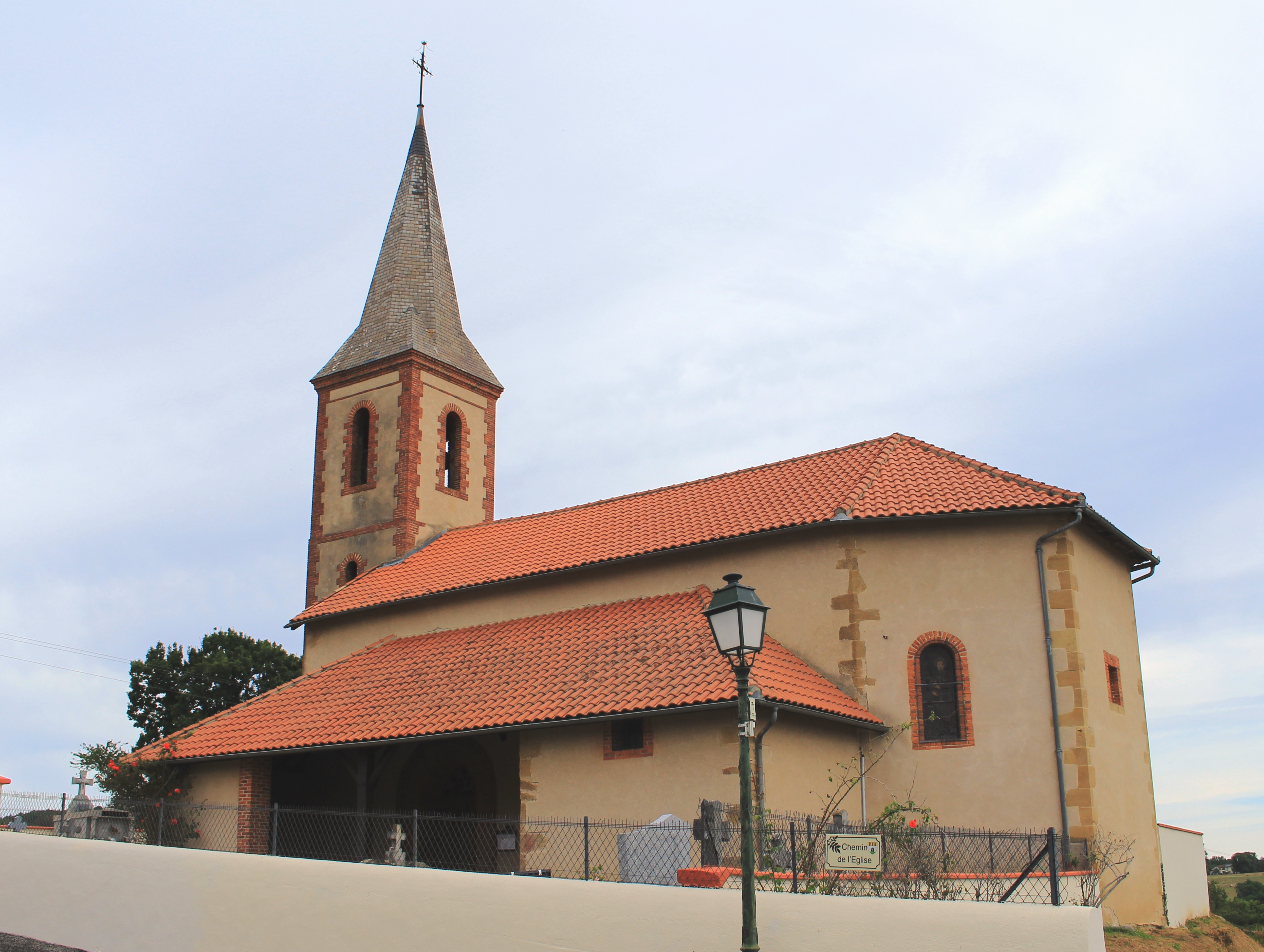
L'église Saint-Laurent en 2020.

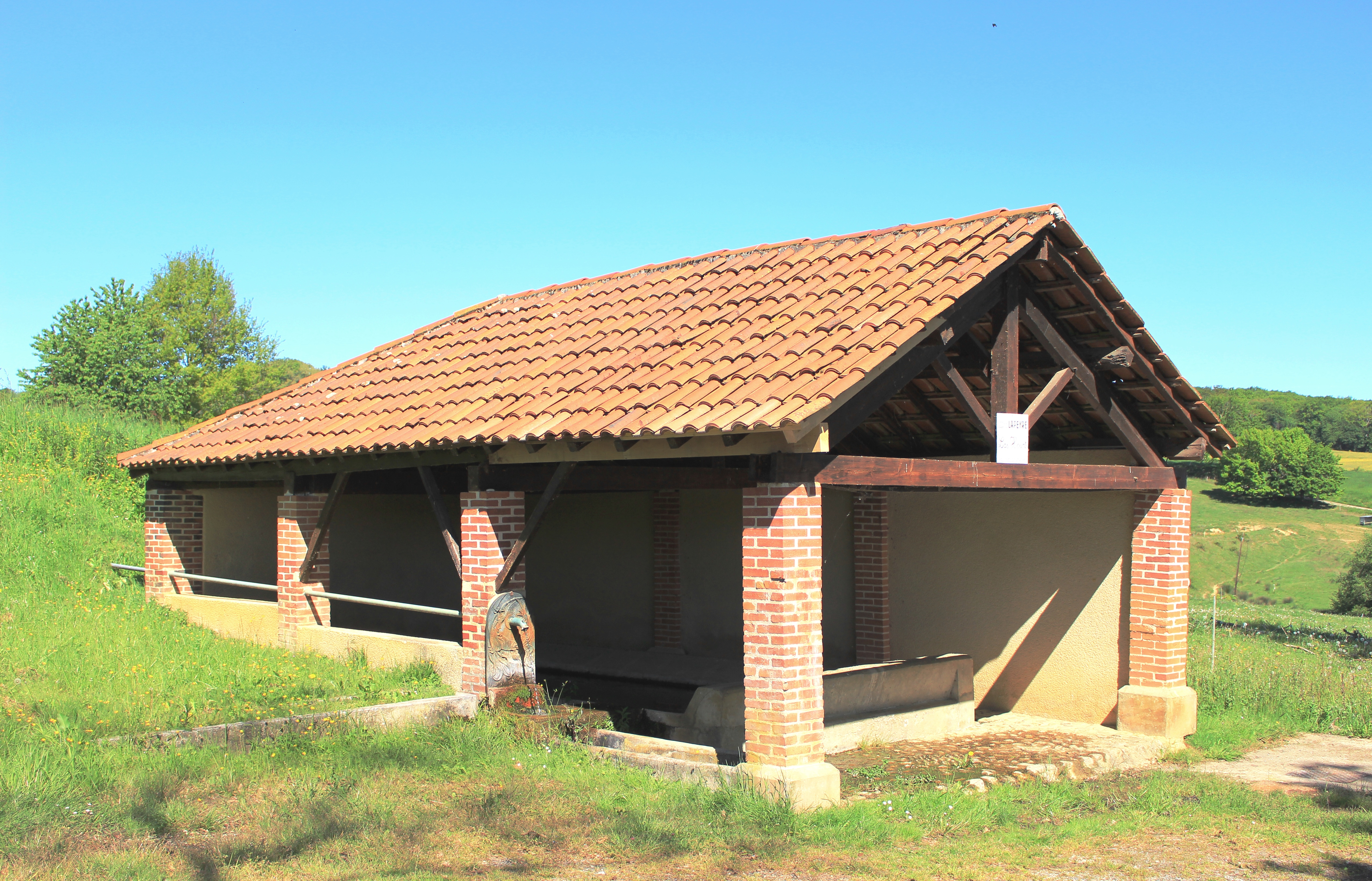
Le lavoir en 2019.

### Lieux et monuments
- Église Saint-Laurent de Lapeyre.
- Lavoir.

### Héraldique
| Blason | Blasonnement : D'argent à la colline de sinople sommée d'une pierre de sable chargée d'une croix latine du champ, au chef cousu d'or chargé de trois pals de gueules. |